# Serpens
Serpens o la Serpiente es una de las 88 constelaciones modernas y era una de las 48 listadas por Ptolomeo. Entre las constelaciones modernas es la única dividida en dos partes:
- Serpens Caput o la Cabeza de Serpiente, situada al oeste.
- Serpens Cauda o la Cola de Serpiente, al este.

Entre estas dos partes se sitúa la constelación de Ofiuco, el portador de la serpiente. Dado que se considera una única constelación, el ordenamiento de acuerdo a la denominación de Bayer tiene en cuenta ambas partes.
En la cabeza de la serpiente se sitúan α, β, γ, δ, ε, ι, κ, λ, μ, π, ρ, σ, τ, χ y ω Serpentis. En la cola se localizan ζ, η, θ, ν, ξ y ο Serpentis.

## Características destacables

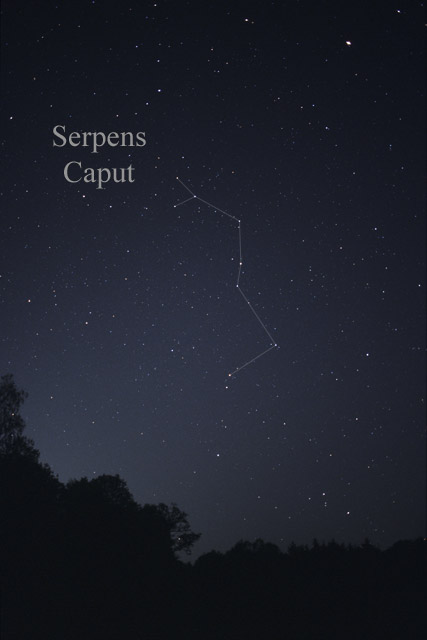
Constelación de Serpens (Caput)

Solo una estrella de Serpens —α Serpentis— tiene un brillo superior a magnitud 3, por lo que la constelación no es fácil de reconocer. Distante 74 años luz, α Serpentis es una gigante naranja de tipo espectral K2IIIbCN1 y 4496 K de temperatura efectiva que recibe el nombre de Unukalhai. Su luminosidad es 59 veces mayor que la luminosidad solar.
Le sigue en brillo η Serpentis, una gigante o subgigante anaranjada con un contenido muy bajo en metales ([Fe/H] = -0,42) y un diámetro, calculado a partir de su diámetro angular (2,98 milisegundos de arco), casi seis veces mayor que el diámetro solar.
ξ Serpentis —cuarto astro más brillante— es una estrella blanco-amarilla, clasificada como gigante o subgigante de tipo A9IIIpSr: con una luminosidad 31 veces mayor que la del Sol. Es una variable Delta Scuti, y, además, una binaria espectroscópica cuya acompañante tiene un período de 2,29 días.

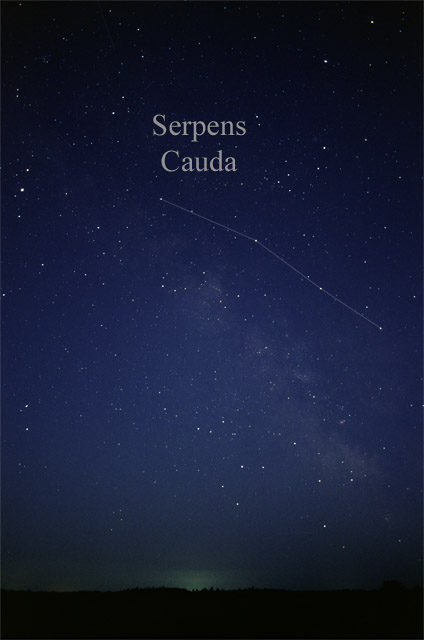
Constelación de Serpens (Cauda)

β Serpentis, que ocupa el quinto lugar en cuanto a las estrellas más brillantes de la constelación, es una binaria cuya componente principal es una estrella blanca de la secuencia principal de tipo A2V con una masa de 2,4 masas solares.
γ Serpentis, de tipo espectral F6V, tiene 6350 K de temperatura efectiva, es tres veces más luminosa que el Sol y está situada a 36,7 años luz de la Tierra.
ζ Serpentis es una estrella algo más caliente —de tipo F2V— con una luminosidad 6,75 veces mayor que la solar.
Por su parte, δ Serpentis es una estrella binaria compuesta por dos subgigantes de tipo espectral F0IV cuyo período orbital es de 1150 años.
Otra estrella con nombre propio es Gudja, nombre oficial de κ Serpentis, una fría gigante roja de tipo espectral M0.5III y 4033 K de temperatura superficial. Tiene un tamaño estimado 51 veces más grande que el del Sol y se encuentra aproximadamente a 380 años luz de nosotros.
Serpens cuenta con varias estrellas similares al Sol. La más cercana, a 38 años luz, es λ Serpentis, una enana amarilla de tipo espectral G0V y 5877 K de temperatura aunque con el doble de luminosidad que el Sol.
ψ Serpentis, a 48 años luz, es más parecida a nuestro Sol en cuanto a temperatura y luminosidad (es de tipo G2.5V), si bien tiene una compañera estelar a una distancia igual o superior a 61 ua.
39 Serpentis es otro análogo solar de igual luminosidad que el Sol, pese a que su contenido metálico equivale al 37 % del que tiene el Sol.
Mucho más parecida al Sol es la tenue HD 143436, a 142 años luz, un posible gemelo solar de igual masa, luminosidad y tamaño que el Sol; no obstante, su contenido en litio es seis veces más abundante que en nuestra estrella, aunque el Sol parece estar empobrecido en este elemento en relación con otras estrellas de su entorno.
Entre las variables de Serpens se encuentran las variables Mira R Serpentis —cuyo brillo oscila a lo largo de un período de 356 días—, S Serpentis y U Serpentis.
QY Serpentis es una variable de largo período de tipo K8IIIb que en máximo brillo alcanza magnitud 5,42.
Muy diferente es NZ Serpentis, una joven estrella B[e] masiva rodeada por un disco circunestelar de acreción que proviene de la nube estelar a partir de la cual se formó la estrella.
Son varias las estrellas de la constelación en las que se han descubierto planetas extrasolares.
ω Serpentis, la más brillante entre ellas, es una gigante naranja que tiene un planeta con un período orbital de 277 días.
HD 168746 —llamada Alasia de acuerdo a la UAI— es una enana amarilla con un planeta cuya masa mínima es 0,23 veces la masa de Júpiter; situado muy cerca de la estrella —apenas a 0,065 ua—, completa una órbita cada 6,4 días. La temperatura superficial de equilibrio del planeta a dicha distancia es de 900 K.
Es también muy interesante el sistema NN Serpentis: consta de una enana blanca muy caliente —57 000 K— y una enana roja muy próximas entre sí, siendo la separación entre ellas inferior al radio solar (0,93 radios solares). El período orbital de esta binaria cercana es de solo 3,13 horas. En torno a ella se han descubierto dos planetas con una separación de 3,4 y 5,4 ua respectivamente.
Otro objeto notable es PSR J1719-1438, púlsar donde se ha detectado un posible planeta en órbita a su alrededor. El planeta parece tener una densidad de al menos 23 g/cm³, de tal modo que puede considerarse como una enana blanca, no luminosa, de carbono y oxígeno con muy baja masa y densidad.
Gliese 710 es una enana naranja de tipo K7V cuya luminosidad equivale al 9 % de la del Sol; actualmente se encuentra a 62 años luz, pero dentro de 1,4 millones de años se aproximará a solo 1 año luz del sistema solar, atravesando entonces la nube de Oort.

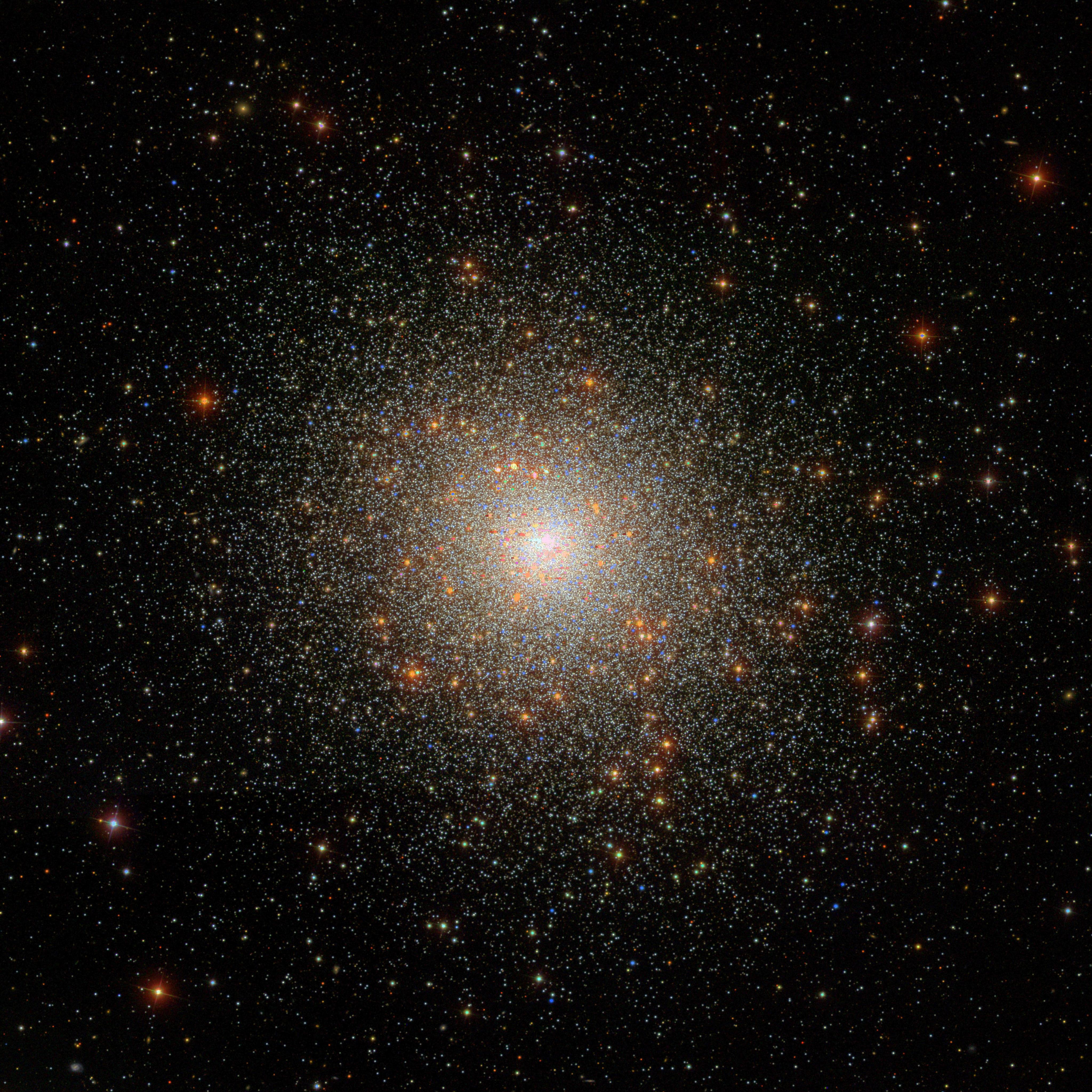
Cúmulo globular M5 (Créditos:Sloan Digital Sky Survey)

Entre los objetos del cielo profundo de Serpens Caput cabe señalar el cúmulo globular M5, situado a 24 500 años luz.
Este cúmulo se ha utilizado para poner a prueba el momento magnético de los neutrinos, lo que podría arrojar luz sobre algunas partículas hipotéticas como el axión.
NGC 6539 es también un cúmulo globular, distante 26 600 años luz de la Tierra.
Otro cúmulo globular, situado justo al sur de M5, recibe el nombre de Palomar 5. Muchas estrellas de este cúmulo están saliendo del mismo debido a la acción gravitatoria de la Vía Láctea, formando una cola de marea de más de 30 000 años luz.
En Serpens Cauda se puede observar la nebulosa del Águila y su cúmulo estelar asociado, M16, que se encuentran a 5700 años luz de nosotros en dirección al centro galáctico. La conocida imagen obtenida con el telescopio espacial Hubble —llamada «Pilares de la Creación»— muestra una amplia región de formación estelar de esta nebulosa.
Otro objeto de interés es la llamada nebulosa Roja Cuadrada, nebulosa planetaria alrededor de la estrella MWC 922.
Presenta cavidades cónicas gemelas opuestas y a lo largo de su eje se pueden observar una serie de líneas claramente definidas.

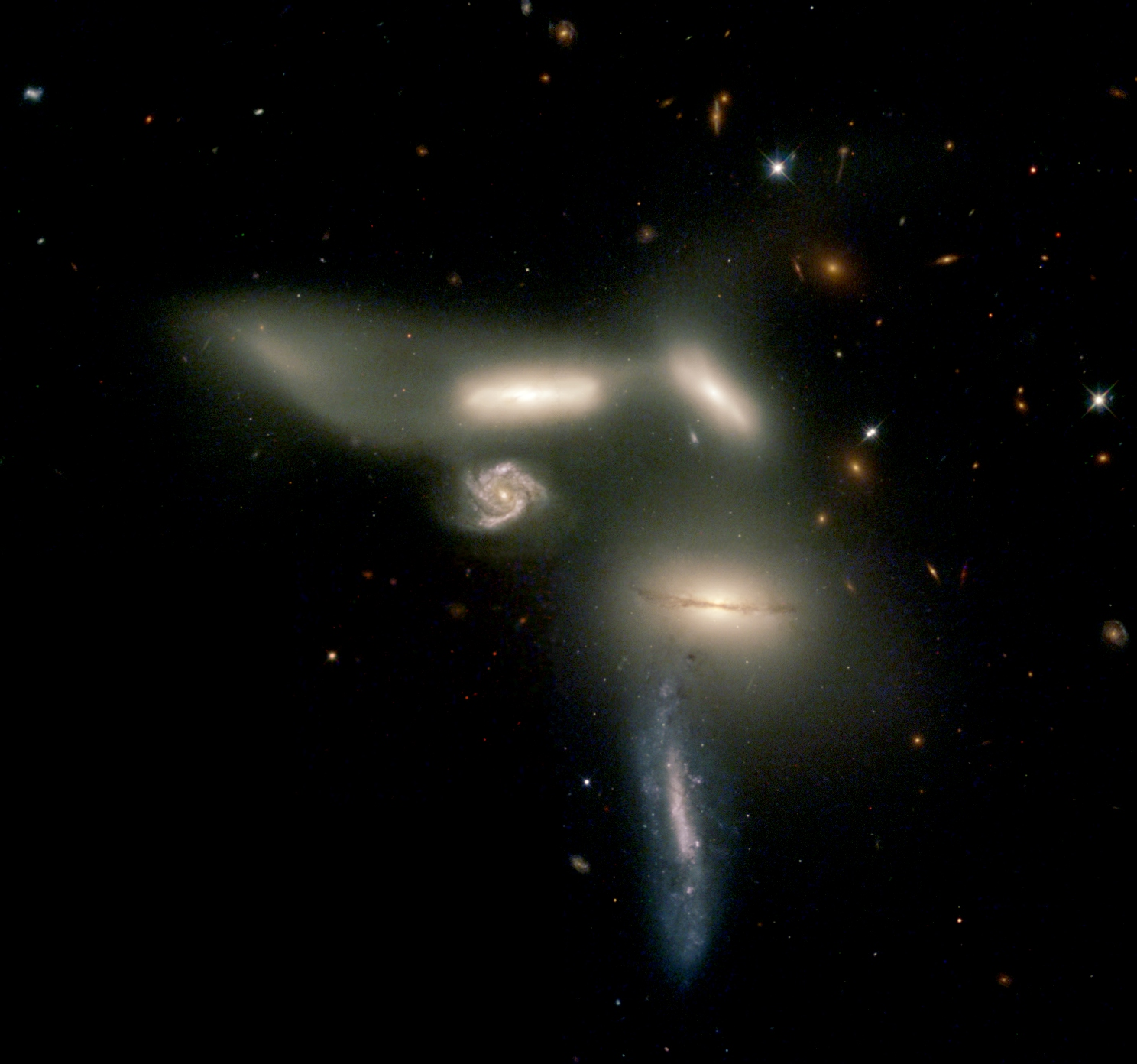
Imagen del Sexteto de Seyfert obtenida desde el telescopio Hubble

En Serpens Caput se pueden observar varias galaxias.
NGC 6118 es una galaxia espiral de gran diseño en donde, en 2004, se observó la supernova de tipo Ib SN 2004dk.
NGC 5962 es otra galaxia espiral distante 120 millones de años luz, en torno a la cual orbitan dos galaxias satélite. NGC 5970, galaxia espiral barrada, se encuentra algo más cerca de la Tierra, a 92 millones de años luz.
El Sexteto de Seyfert es una agrupación de seis galaxias, cuatro de las cuales interactúan gravitacionalmente; la quinta galaxia está más alejada mientras que la última «galaxia» es, en realidad, una parte separada de una de las otras galaxias. Este cúmulo de galaxias está a una distancia de 190 millones de años luz y tiene aproximadamente 100 000 años luz de ancho, siendo una de las agrupaciones galácticas más densas que se conocen.
Más distante —a 600 millones de años luz aproximadamente—, está situado el Objeto de Hoag (PGC 54559), una atípica galaxia anular. Aparece como un anillo casi perfecto de estrellas jóvenes azules rodeando un núcleo de estrellas amarillas más viejas. El hueco existente entre el anillo y el núcleo puede contener algunos cúmulos estelares demasiado débiles para ser observados, aunque a través del mismo puede verse otra galaxia anular probablemente más alejada. Debe su nombre a Art Hoag, quien descubrió este objeto en 1950.

## Estrellas principales

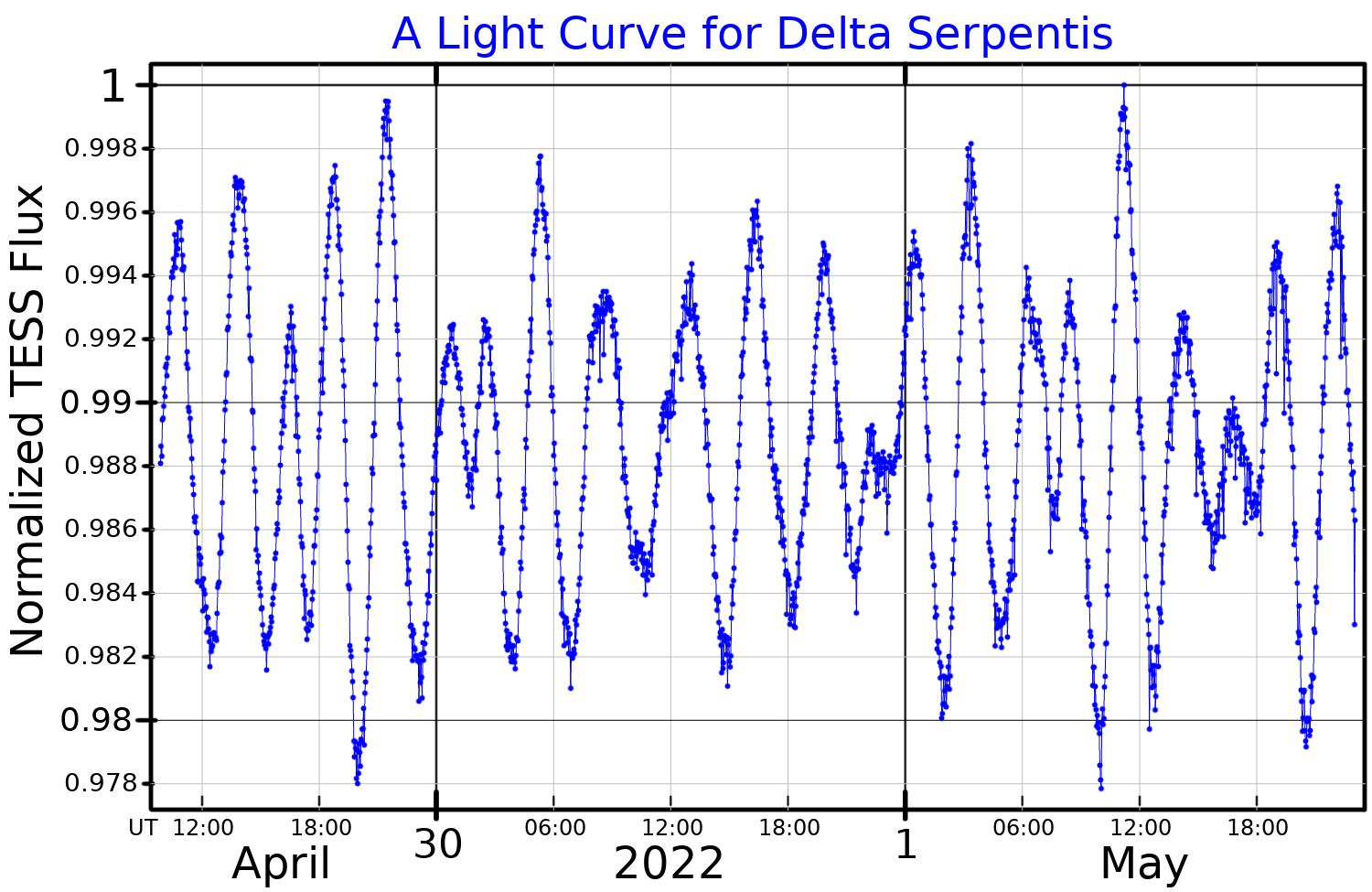
Curva de luz de δ Serpentis, variable Delta Scuti (datos de TESS)

- α Serpentis (Unukalhai o Unuk), la más brillante de la constelación con magnitud 2,63, una estrella gigante naranja a 73 años luz.
- β Serpentis (Chow), de magnitud 3,54, estrella blanca de la secuencia principal.
- γ Serpentis, enana amarilla a 36 años luz del sistema solar.
- δ Serpentis, estrella binaria formada por dos subgigantes blanco-amarillas. Una de ellas es una variable Delta Scuti.
- ε Serpentis, estrella blanca de la secuencia principal de magnitud 3,71 similar a Denébola (β Leonis).
- ζ Serpentis, subgigante blanco-amarilla de magnitud 4,62.
- η Serpentis, aunque ostenta la denominación de Bayer Eta, es la segunda estrella más brillante de la constelación con magnitud 3,26. Es una estrella naranja gigante o subgigante.
- θ Serpentis (Alya), sistema estelar formado por dos estrellas blancas separadas 22 segundos de arco que se pueden resolver con un pequeño telescopio.
- κ Serpentis (Gudja), gigante roja a 348 años luz de distancia.
- λ Serpentis, estrella análoga solar situada a 38 años luz de la Tierra.
- μ Serpentis, estrella blanca de la secuencia principal situada a 156 años luz.
- ο Serpentis, de magnitud 4,24, es también una estrella blanca.
- ξ Serpentis, binaria espectroscópica y variable Delta Scuti situada a 105 años luz.
- π Serpentis, estrella blanca rodeada por un disco de polvo.
- σ Serpentis, estrella blanca de magnitud 4,82.
- τ Serpentis puede referirse a ocho estrellas diferentes; entre ellas, τ4 Serpentis es una gigante roja variable, τ5 Serpentis es una estrella de la secuencia principal y τ7 Serpentis una estrella con líneas metálicas.
- φ Serpentis, subgigante naranja de magnitud 5,54.
- χ Serpentis, estrella químicamente peculiar de magnitud 5,32.
- ψ Serpentis, estrella binaria cuya componente primaria es una enana amarilla muy parecida al Sol.
- 5 Serpentis, gigante amarilla y variable BY Draconis también conocida como MQ Serpentis.

Binaria eclipsante NN Serpentis (en el centro de la imagen)

- 10 Serpentis, subgigante blanca de magnitud 5,15.
- 39 Serpentis, enana amarilla a 57 años luz de distancia.
- R Serpentis, estrella variable Mira cuyo brillo fluctúa entre magnitud 5,16 y 14,4 a lo largo de un ciclo de 356,4 días.
- AS Serpentis, binaria eclipsante de magnitud 11,62.
- FR Serpentis, estrella Ap y variable Alfa2 Canum Venaticorum.
- MS Serpentis, estrella binaria y variable BY Draconis.
- NN Serpentis, sistema binario compuesto por una enana blanca caliente y una enana roja; se conocen dos planetas en órbita alrededor de este sistema.
- OT Serpentis, enana roja y estrella fulgurante a 37 años luz de distancia.
- QY Serpentis, gigante roja y variable semirregular.
- MWC 297 (NZ Serpentis), estrella B[e], una de las estrellas masivas más cercanas al sistema solar.
- HD 143436, gemelo solar de magnitud 8,04 distante 142 años luz de la Tierra.
- HD 168443, enana amarilla con un planeta gigante y una enana marrón.
- HD 168746, enana amarilla con un planeta que emplea sólo 6,4 días en completar su órbita.
- Gliese 701, enana roja distante 25 años luz.
- Gliese 710, enana roja que dentro de 1,4 millones de años se aproximará a solo 1 año luz del sistema solar.
- GJ 1224, enana roja a 24,6 años luz.
- PSR J1719-1438, púlsar orbitado por un posible planeta que podría estar compuesto de diamante.

## Objetos de cielo profundo

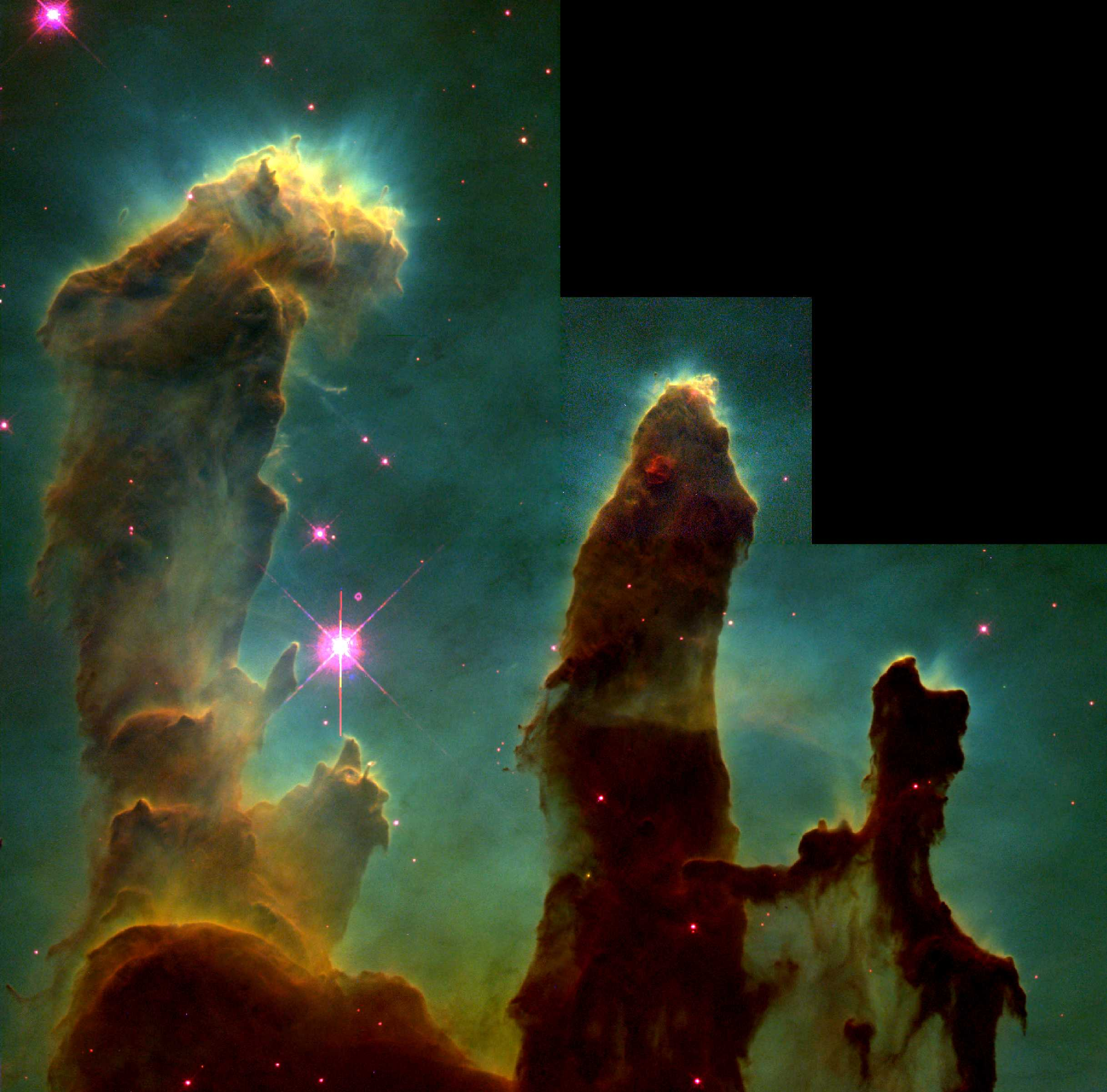
Imagen del telescopio espacial Hubble de la región de la Nebulosa del Águila conocida como «Pilares de la Creación». Las columnas están formadas por hidrógeno interestelar y polvo, actuando como «incubadoras» de nuevas estrellas.

- Cúmulo globular M5, situado muy cerca de 5 Serpentis (MQ Serpentis). Con una edad aproximada de 13 000 millones de años, es uno de los cúmulos globulares más viejos asociados a la Vía Láctea.
- NGC 6539, también un cúmulo globular que se encuentra a 26 600 años luz.
- Palomar 5, otro cúmulo globular. La acción gravitatoria de la Vía Láctea está descomponiendo su estructura.
- Nebulosa del Águila (M16), joven nebulosa de emisión asociada con el cúmulo abierto NGC 6611. La estrella más brillante de la nebulosa tiene magnitud +8,24, siendo observable con buenos binoculares.
- Nebulosa Roja Cuadrada (MWC 922), nebulosa bipolar notable por su forma cuadrada. Es uno de los objetos de cielo profundo más simétricos jamás descubiertos.[39]
- Westerhout 40 (W40), región de formación estelar en la Vía Láctea distante unos 440 pársecs. Es una de las regiones más cercanas donde se forman estrellas de tipo espectral O y B.[40][41][42] La radiación ionizante procedente de las estrellas OB masivas ha creado una región HII,[43] que presenta una morfología de «reloj de arena».[44]
- SNR G016.7+00.1, resto de supernova que se encuentra a una distancia de 14 000 pársecs.
- Objeto de Hoag (PGC 54559), distante galaxia anular cuyo aspecto ha fascinado tanto a astrónomos aficionados como a profesionales desde su descubrimiento en 1950. Sobre su origen no existe un claro consenso.

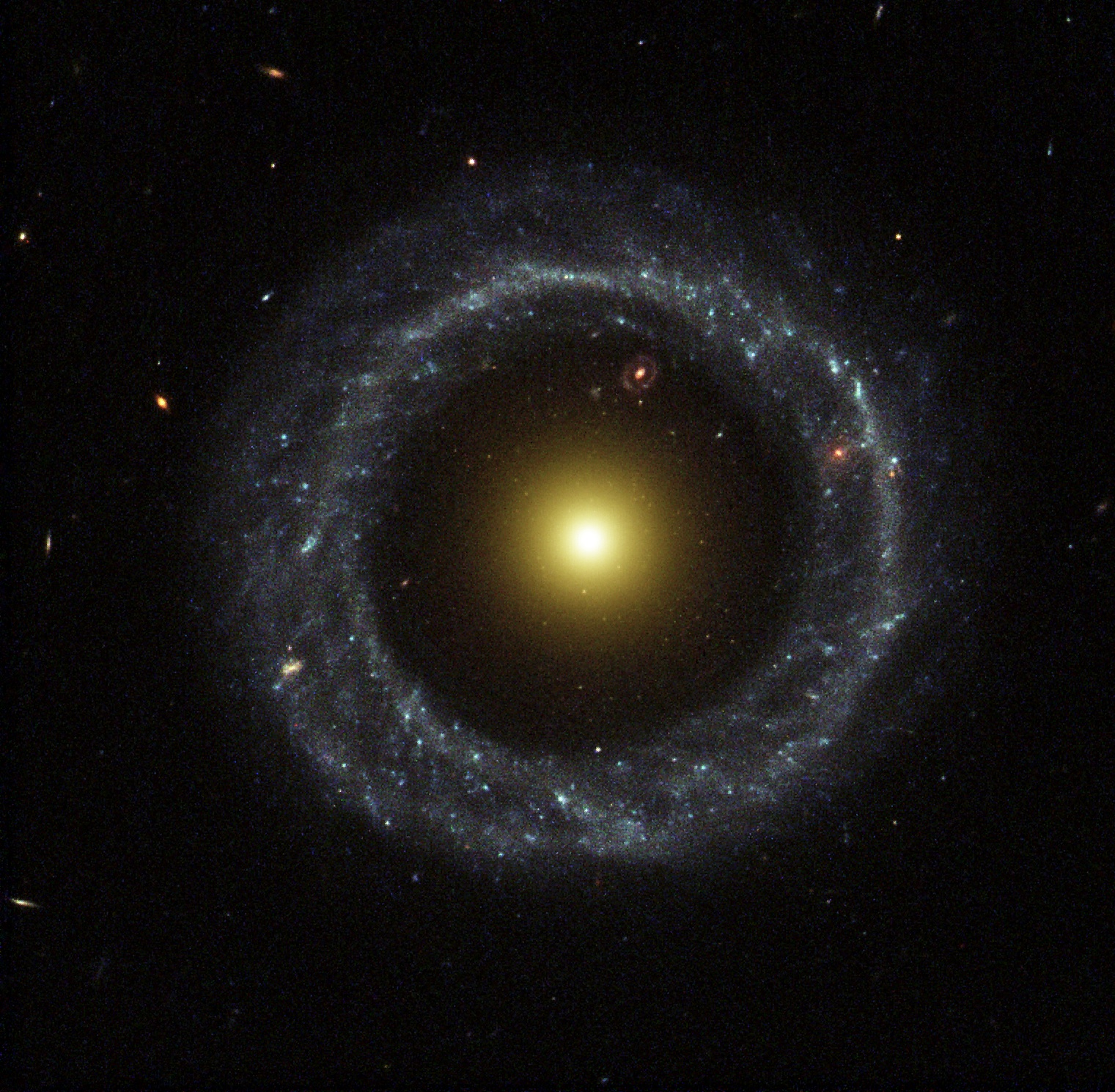
Objeto de Hoag, galaxia anular

- NGC 5962, galaxia espiral de magnitud visual 11,3; es la galaxia más brillante del cúmulo de galaxias de Serpens.
- NGC 5970, también galaxia espiral, situada a 92 millones de años luz. Fue descubierta por William Herschel en 1784.
- NGC 6118, galaxia espiral a 83 millones de años luz. Tiene brazos espirales sueltos, careciendo de barra central así como de brazos espirales claramente definidos, como es el caso de la Vía Láctea.
- Sexteto de Seyfert, grupo de galaxias a unos 190 millones de años luz de distancia. El grupo parece contener seis miembros, pero una de las galaxias es un objeto de fondo y otra «galaxia» no es tal, sino una parte separada de una de las restantes galaxias.[45]

## Mitología

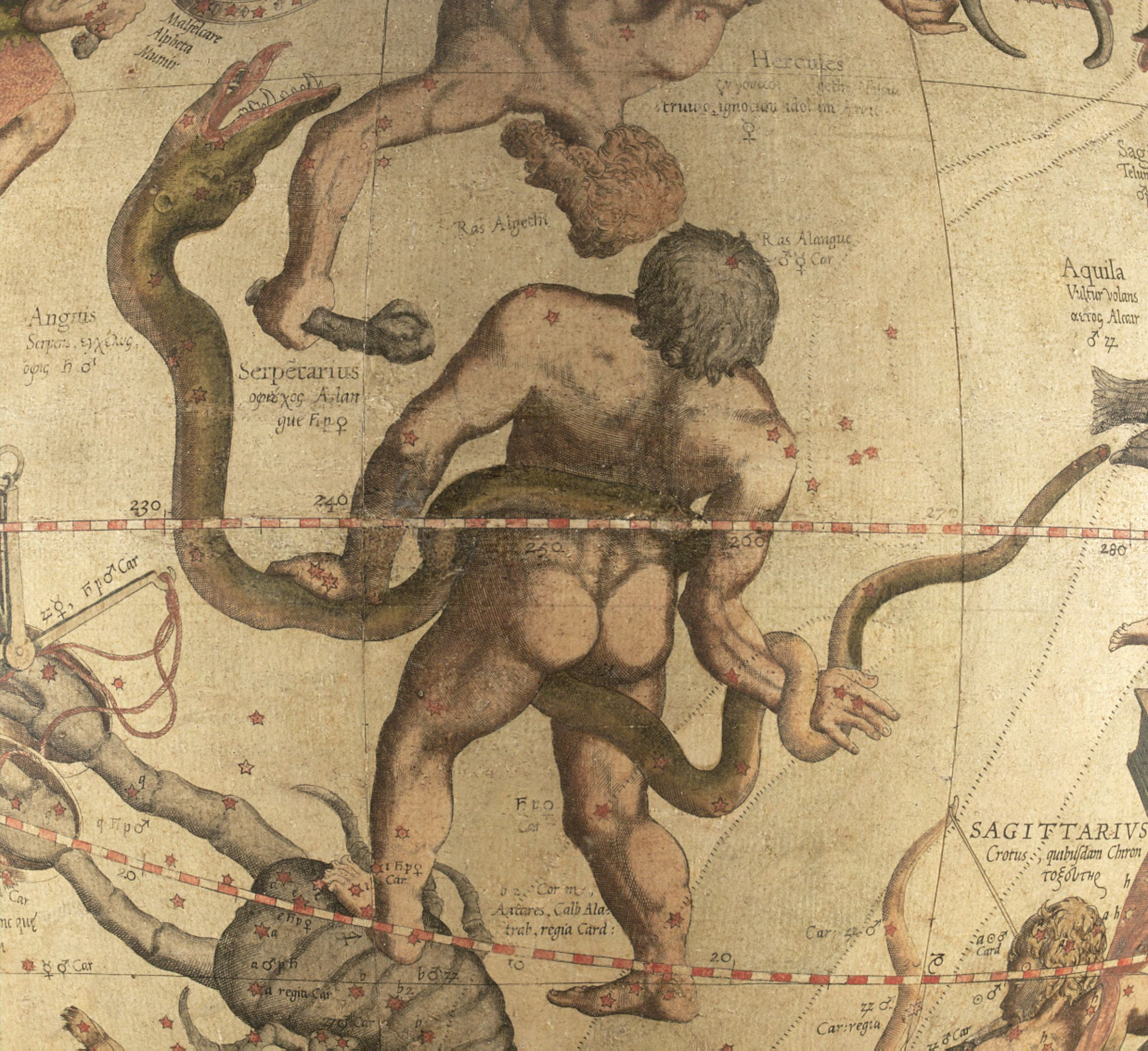
Representación de las constelaciones de Ofiuco y Serpens.

Serpens es la serpiente que tiene agarrada Ofiuco, el Portador de la Serpiente, y lógicamente está muy asociada con él. Originariamente, Serpens y Ofiuco eran consideradas como una única constelación. En la mitología griega la serpiente era la que portaba Asclepio cuando fue catasterizado entre las estrellas. Se dice que cuando Minos le ordenó a Asclepio la forma de resucitar a su hijo Glauco, lo encerró en una prisión mientras tanto. Mientras Asclepio en soledad meditaba lo que debería hacer, con un báculo en mano, una serpiente se arrastró hasta su báculo. Distraído, Aclepio mató a la serpiente, golpeándola una y otra vez con su bastón mientras intentaba huir. Más tarde otra serpiente llegó allí, trayendo una hierba en su boca, la colocó sobre su cabeza y volvió a vivir de nuevo. Una vez hecho esto, ambas huyeron del lugar. Entonces Asclepio, usando la misma hierba, devolvió la vida a Glauco. Y así la serpiente fue puesta bajo la tutela de Asclepio y también entre las estrellas. Siguiendo su ejemplo los descendientes de Asclepio transmitieron sus conocimiento a otros, y este es el motivo por el que los médicos utilizan serpientes.